# Белвил (Арканзас)
Белвил (енгл. Belleville) град је у америчкој савезној држави Арканзас.

## Демографија
По попису из 2010. године број становника је 441, што је 70 (18,9%) становника више него 2000. године.
| Група             | 2000.       | 2010.       |
| Белци             | 300 (80,9%) | 266 (60,3%) |
| Афроамериканци    | 3 (0,8%)    | 1 (0,2%)    |
| Азијати           | 28 (7,5%)   | 49 (11,1%)  |
| Хиспаноамериканци | 24 (6,5%)   | 111 (25,2%) |
| Укупно            | 371         | 441         |